# Кришна-Аванти
Кри́шна-Ава́нти (англ. Krishna Avanti) — индуистская начальная школа в лондонском районе Харроу, первая государственная индуистская школа в Великобритании. Основана в 2008 году кришнаитским благотворительным фондом I-Foundation на средства, выделенные британским правительством. Основной миссией школы является помощь детям «в реализации своего духовного, морального и академического потенциала в дружелюбной и безопасной атмосфере, сосредоточенной на любовном служении Господу Кришне».

## История
По данным на 2007 год в Великобритании действовало 21 000 школ, 6850 из которых были религиозными, большинство — англиканские и католические,
37 иудейских, 7 мусульманских, 2 сикхских, 1 греческая православная, 1 адвентистская и ни одной индуистской. 21 % учеников религиозных средних школ были представителями этнических меньшинств, тогда как в обычных школах их доля равнялась 17 %.
В сентябре 2007 года в Лондоне прошла конференция с участием министра образования Великобритании Эда Болса и представителей различных конфессий: Церкви Англии, католицизма, иудаизма, ислама, индуизма, греческого православия и сикхизма. В заключении конференции Эд Болс и религиозные деятели выступили с совместным заявлением, в котором высказали намерение совместно работать над созданием и поддержанием религиозных школ, которые, по их мнению, были «силой, улучшающей социальную сплочённость в Англии». Болс, в частности, заявил, что религиозные группы могли способствовать «повышению [жизненных] стандартов в бедных районах», в том числе через посредство религиозных школ. Болс гарантировал поддержку правительства в деле создания новых религиозных школ, при условии наличия спроса на обучение в них, а также при условии, что претендующие на получение государственного финансирования религиозные группы выступят в поддержку «социальной сплочённости и принципов справедливого приёма [на учёбу]».
Одним из результатов этой политики британского правительства стало создание «Кришна-Аванти» — первой государственной индуистской школы в Великобритании. Инициатором создания школы выступил благотворительный фонд I-Foundation, аффилированный с Международным обществом сознания Кришны. Министерство образования Великобритании одобрило план создания индуистской школы ещё в ноябре 2005 года, выделив на осуществление этого проекта 10 млн фунтов. Местом для школы был избран район Большого Лондона Харроу, в котором, по данным на 2010 год, проживало 48 000 индуистов. В процентном отношении (около 20 % населения района) это было больше, чем в каком-либо другом регионе Великобритании.
«Кришна-Аванти» открыла свои двери в сентябре 2008 года. Поначалу школа располагалась в помещении, арендованном у одной из государственных школ. В сентябре 2009 года было завершено строительство здания школы и в январе 2010 года состоялась официальная церемония инаугурации. Открытие школы получило широкое освещение в британских СМИ.
Бо́льшая часть средств на строительство школы поступила из британской казны. По данным газеты The Guardian, строительство школы обошлось в 13,5 млн фунтов, из которых 11,1 млн выделили британские власти, а 2,4 млн поступило в виде пожертвований от частных лиц.
В 2012 году школа получила статус академии.

## Описание
Планировка и дизайн школы были сделаны в строгом соответствии с принципами «Васту-шастры». В центре школы расположен мраморный храм, изваянный из раджастханского мрамора того же сорта, который использовался в XVII веке при строительстве Тадж-Махала. Стены храма украшены барельефами с изображением сцен из священного индуистского текста «Бхагавад-гиты». Храм был создан в индийском городе Макрана (штат Раджастхан), а затем по частям транспортирован в Англию. Над его созданием трудилось более 200 индийских мастеров. В школе также имеется парк для медитации, амфитеатр на открытом воздухе и сад, за которым ухаживают учащиеся в школе дети.
По утрам, перед началом занятий, дети участвуют в индуистских богослужениях, неотъемлемой частью которых является пение санскритских мантр. Кроме обычных для любой английской школы предметов, в «Кришна-Аванти» преподаются уроки йоги, медитации и основ индуистской философии.

## Дальнейшее развитие индуистского образования в Великобритании
Школа имела огромный успех и оказалась не в состоянии предоставить достаточное количество мест для всех желающих учиться в ней. В результате, благотворительный фонд I-Foundation объявил о намерении открыть ещё несколько индуистских школ. Муниципальный совет Харроу пошёл на встречу индуистам и в 2010 году дал добро на создание в районе индуистской средней школы. В результате в 2012 году в Харроу открыла свои двери школа «Аванти-Хаус» — первая индуистская средняя школа, а также крупнейшая бесплатная школа в Великобритании.
В период 2010—2012 годов I-Foundation, с финансовой поддержкой британских властей, открыл ещё две индуистские начальные школы — «Кришна-Аванти» в Лестере (2011) и «Аванти-Коурт» в Редбридже (2012).
Все четыре школы функционируют под эгидой Avanti Schools Trust — организации, созданной фондом I-Foundation.

## Критика
Бурное обсуждение школы среди индуистской общественности началось вскоре после объявления о планах её строительства. В 2006 году всплыла информация о том, что настоятель кришнаитской общины Бхактиведанта-мэнор Гаури Даса, которого прочили в духовные лидеры будущей школы, будучи в 1980-е годы учителем в школе-интернате ИСККОН в Индии подвергал детей телесным наказаниям. Арджуна Малик, пресс-секретарь организации Hindu Human Rights, заявил по этому поводу: «Мы не хотим опорочить какую бы то ни было организацию, но очевидно, что родители не будут чувствовать себя спокойно, отправляя своих детей в школу, в которой работает такой человек». Координатор «Центра Вивекананды» Джай Локхани, в свою очередь, отметил, что хотя ни одно из обвинений против Гаури Дасы не было доказано, ИСККОН имеет плохую репутацию из-за прошлых судебных исков против организации, связанных со случаями насилия над детьми в кришнаитских школах-интернатах.
В защиту Гаури Даса выступил генеральный секретарь Индуистского форума Великобритании Рамеш Каллидай (сам кришнаит по вероисповеданию). Он назвал Гаури Даса «нашим духовным послом» и указал на отсутствие каких-либо доказательств того, что Гаури Даса в прошлом совершал насилие над детьми. Каллидай также высказал свою удовлетворённость тем, что ИСККОН участвует в создании первой индуистской школы в Великобритании. Пресс-секретарь I-Foundation Нитеш Гор отметил, что случаи насилия над детьми также имели место и в католической церкви, но это не может служить поводом для «бойкота всей религиозной организации». Сам Гаури Даса в своё оправдание заявил, что в 1970-е — 1980-е годы «телесные наказания для детей были частью воспитательной структуры школ ИСККОН в Индии и США» и заверил индуистскую общественность, что такое в ИСККОН больше не практикуется.
Ряд индуистских деятелей подвергли школу критике за некоторые аспекты условий приёма, а также за то, что школа следует принципам только одной индуистской группы — кришнаитов. Так, индуистский общественный деятель, координатор «Центра Вивекананды» Джай Лакхани заявил, что «фокус на Кришне, а не на других проявлениях Бога», приводит к тому, что школа не представляет весь индуизм. По мнению Лакхани, практикуемый школой «эксклюзивистский подход» угрожает традиционно успешной интеграции индуистов в британское общество.